# Analizator (fizjologia)

Schemat fragmentu analizatora – zasada dywergencji i konwergencji na kolejnych piętrach systemu aferentnego, przekazującego informację od neuronów pola recepcyjnego do obszaru gnostycznego

Analizator – pojęcie wprowadzone przez Iwana Pawłowa, oznaczające część układu nerwowego (składającą się z narządów zmysłu, dróg nerwowych oraz ośrodków korowych i podkorowych), służącą do odbioru bodźców, które działają na organizm oraz ich analizy – przekształcania na wrażenie zmysłowe. Wrażenia są porównywane z wzorcami pamięciowymi (rozpoznawanie) i wywołują emocje.
Analizator składa się z receptorów (pole recepcyjne odpowiedniej modalności, np. siatkówka oka, nabłonek węchowy, skóra) oraz zespołu dróg (obwodowy układ nerwowy) przekazujących impulsy nerwowe do właściwych ośrodków OUN. Analiza sygnałów dokonuje się już w czasie ich odbioru (zob. np. Jerome Lettvin – oko żaby) i ich przekazywania odpowiednią drogą (np. droga wzrokowa, droga węchowa, droga słuchowa).